# 小行星6102
小行星6102（英語：6102 Visby）是一颗围绕太阳公转的小行星。1993年3月21日，UESAC在拉西拉天文台发现了此天体。
这颗小行星的绝对星等为358.7214048675044等。